# إدارة الأمم المتحدة للسلامة والأمن
إدارة الأمم المتحدة للسلامة والأمن هي إدارة تم إنشاءها من قبل الجمعية العامة للأمم المتحدة لرسم نتائج هجوم بغداد في 19 أغسطس 2003، وتتجلى مهامها في تعزيز وتنسيق وتوحيد نظام إدارة الأمن لجميع منظمات الأمم المتحدة على مستوى العالم.
تتعلق هذه المهمة بحماية الأشخاص والممتلكات من الأفعال الكيدية أو المخاطر الطبيعية والتكنولوجية.
يمكن تقسيمها إلى ثلاثة أهداف رئيسية:
- تقييم التهديدات وتحديد معايير أو تدابير السلامة والأمن المنسقة والملائمة؛
- تنفيذ ترتيبات أمنية فعالة بطريقة منسقة؛
- مراقبة ملاءمة وتطبيق تدابير الأمن والسلامة المعتمدة.

تدير إدارة الأمم المتحدة لشؤون السلامة والأمن شبكة من المستشارين والمحللين والمسؤولين والمنسقين الأمنيين في أكثر من 100 دولة لدعم حوالي 180.000 من موظفي الأمم المتحدة و400.000 معال و4500 مبنى للأمم المتحدة في جميع أنحاء العالم. ويقود الإدارة وكيل الأمين العام الأسترالي بيتر درينان الذي يرفع تقارير الإدارة مباشرة إلى الأمين العام.